# Caterina Consani
Caterina (Katia) Consani (Chiavari, 9 gennaio 1963) è una matematica italiana, specializzata in geometria aritmetica e docente presso l'Università Johns Hopkins negli Stati Uniti.
Con Jasper Scholten nel 2001 Consani ha dato il nome al triplice quintico Consani–Scholten, e, con Alain Connes, ha dato il nome alla connessione piana Connes–Consani, una relazione tra il campo con un elemento e alcune azioni di gruppo su spazi proiettivi.
È nota inoltre per il suo lavoro con Matilde Marcolli sulla teoria di Arakelov e sulla geometria non commutativa

## Biografia

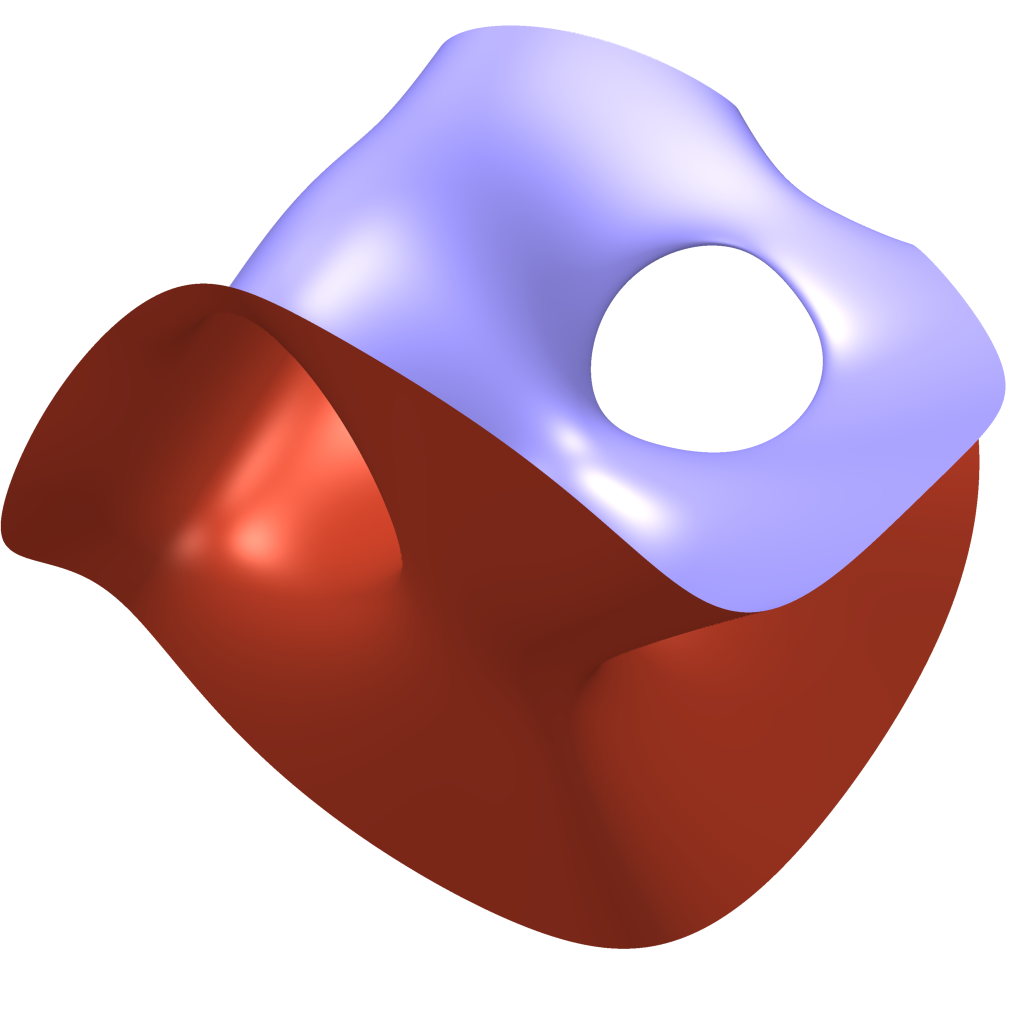
Uno spaccato del quintico Consani–Scholten

Laureata nel 1986 all'Università di Genova, nel 1992 Consani ha conseguito il primo dottorato di ricerca all'Università di Torino con la tesi Teoria dell’ intersezione e K-teoria su varietà singolari, sotto la supervisione di Claudio Pedrini; presso l'Università di Chicago ha conseguito il secondo dottorato con la tesi Double Complexes and Euler L-factors on Degenerations of Algebraic Varieties, sotto la supervisione di Spencer Bloch.
Ha quindi svolto il ruolo di C. L. E. Moore instructor dal 1996 al 1999 presso il Massachusetts Institute of Technology in sovrapposizione con una visita di ricerca presso l'Università di Cambridge nel 1998. Dopo ulteriori ricerche post-dottorato presso l'Institute for Advanced Study, nel 2000 è diventata docente presso l'Università di Toronto quindi nel 2005 si è trasferita all'Università Johns Hopkins.

## Alcune pubblicazioni
- Noncommutative geometry, arithmetic, and related topics, Johns Hopkins University Press, 2012, ISBN 9781421403526.
- Noncommutative Geometry and Number Theory, di Caterina Consani e Matilde Marcolli, Wiesbaden Vieweg, 2006, ISBN 9783834803528.
- Quantum statistical mechanics over function fields, di Caterina Consani e Matilde Marcolli, Bonn MPI, 2006.
- The Picard-Lefschetz formula and a conjecture of Kato: the case of Lefschetz fibrations, MPI, 2002.
- A Moving-Lemma for a singular variety and applications to the Grothendieck group K0(x), Genova Dipt., Univ. 1990.